# Jacopo Soldani
Jacopo Soldani (Firenze, 1º ottobre 1579 – Firenze, 11 aprile 1641) è stato un umanista e poeta italiano.

## Biografia
Nato a Firenze dal 1579 al 1641 Jacopo Soldani fu gentiluomo di corte e aio del principe Leopoldo de' Medici. Dottore in legge, coltivò con buon gusto anche le lettere e la filosofia e da ultimo le scienze fisiche, matematiche e astronomiche, nelle quali fu discepolo di Galileo. Soldani ha preceduto Benedetto Menzini nel difendere il maestro, sin dal 1623, con una satira contro gli aristotelici, non priva di arguzia. Scrisse altre sei satire in terza rima su temi offertigli dalla società contemporanea e dall'ambiente in cui viveva: i cortigiani, gli ipocriti, il lusso e l'avidità di denaro, l'incostanza dei desideri umani. Soldani difese la poesia satirica, trattando, nella satira terza, della natura e dello scopo di essa. Coscienza austera, osservatore pensoso, Soldani confidava nell'efficacia morale del genere e lo coltivò con grande elevatezza d'intenti; ma gli fecero difetto le qualità artistiche (Satire, Firenze 1741).